# Saúde na África do Sul

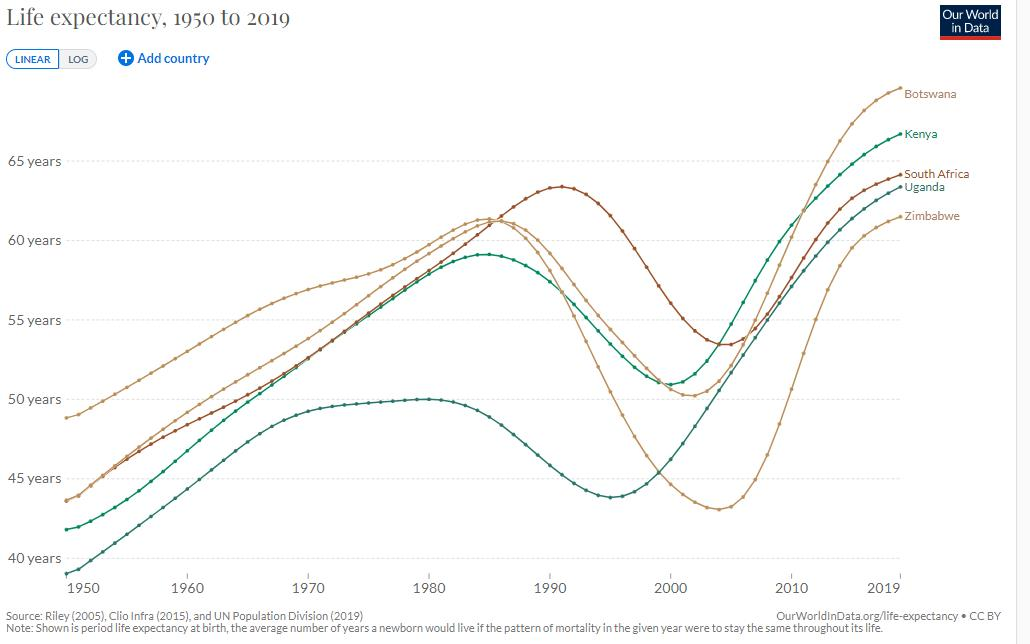
Expectativa de vida em países selecionados da África Austral, 1950–2019. O HIV/AIDS causou uma queda na expectativa de vida.

A saúde na África do Sul aborda vários aspectos da saúde, incluindo doenças infecciosas (como HIV/AIDS), nutrição, saúde mental e cuidados maternos.
A Iniciativa de Medição dos Direitos Humanos conclui que a África do Sul está a cumprir 73,4% do que deveria cumprir em termos do direito à saúde, com base no seu nível de rendimento. No que diz respeito ao direito à saúde das crianças, a África do Sul atinge 89,1% do que é esperado com base no seu rendimento atual. No que se refere ao direito à saúde da população adulta, o país atinge apenas 63,8% do que é esperado para o nível de rendimento nacional. A África do Sul enquadra-se na categoria "muito má" na avaliação do direito à saúde reprodutiva, porque a nação está a cumprir apenas 67,2% do que se espera que a nação alcance com base nos recursos (rendimentos) que tem disponíveis.

## Expectativa de vida
Em 2015, a CIA estimou a esperança média de vida na África do Sul em 62,34 anos. A expectativa de vida para os homens é de 60,83 anos e para as mulheres de 63,87 anos.

## HIV/AIDS

Estima-se que a infecção pelo HIV na África em 2007 mostra altas taxas de infecção na África Austral

O HIV (vírus da imunodeficiência humana) é o retrovírus que causa a doença conhecida como AIDS (Síndrome da Imunodeficiência Adquirida).
A África do Sul tem o maior número de pessoas vivendo com HIV no mundo, com aproximadamente 7,8 milhões afetadas em 2025, incluindo cerca de 270.000 crianças menores de 14 anos. Apesar do progresso de longa data no tratamento e na prevenção, cortes recentes na ajuda externa dos Estados Unidos, especificamente no financiamento do Plano de Emergência do Presidente para o Alívio da AIDS (PEPFAR), colocaram em risco serviços de apoio essenciais. Estes cortes, iniciados durante a presidência de Donald Trump e expandidos em 2025, afetaram iniciativas comunitárias que forneciam testes de VIH, cuidados psicossociais, apoio nutricional e educação.
Em 2024, o PEPFAR foi responsável por cerca de 22% do orçamento de US$ 2,56 bilhões da África do Sul para HIV. A perda desse financiamento levou ao fechamento de programas administrados por ONGs como a Crystal Fountain e o Greater Rape Intervention Programme (GRIP), reduzindo o acesso à entrega de medicamentos, ajuda alimentar e aconselhamento, especialmente para mulheres e crianças. O Ministro da Saúde Aaron Motsoaledi declarou que o tratamento antirretroviral (ARV) continuará disponível por meio de compras estatais e do Fundo Global. No entanto, especialistas alertam que, sem serviços de apoio sustentados, as mortes relacionadas ao HIV, que já são de 50.000 por ano, podem aumentar. O ONUSIDA e o Centro Desmond Tutu para o HIV alertam que as interrupções nos esforços de prevenção e investigação poderão resultar em centenas de milhares de mortes adicionais durante a próxima década.

## Outras doenças infecciosas
Outras doenças infecciosas prevalentes na África do Sul incluem diarreia bacteriana, febre tifóide e hepatite A. Essas doenças infecciosas são geralmente causadas quando o alimento ou a água consumidos por um indivíduo foram expostos a material fecal. A África do Sul é uma nação subdesenvolvida e, por isso, o acesso às instalações sanitárias nas áreas urbanas é 16% não melhorado, enquanto nas áreas rurais o acesso às instalações sanitárias é 35% não melhorado.

## Vacinação e doação de sangue
O Centro Sul-Africano de Vacinação e Imunização começou em 2003 como uma aliança entre o Departamento de Saúde da África do Sul, a indústria de vacinas, instituições acadêmicas e outras partes interessadas. Ela trabalha com a OMS e o Departamento Nacional de Saúde da África do Sul para educar, fazer pesquisas, fornecer suporte técnico e defender. Eles trabalham para aumentar as taxas de vacinação a fim de melhorar a saúde da nação.
Os sul-africanos negros são sub-representados nas doações de sangue, o que tem consequências para a saúde, como disparidade fenotípica. A pesquisa qualitativa mostrou que os motivadores indicados pelos doadores negros foram razões pró-sociais e comunicação promocional, e os impedimentos incluíram medo, falta de conscientização e discriminação racial percebida na coleta de sangue.

## Desnutrição
15% dos bebês sul-africanos nascem com baixo peso. 5% das crianças sul-africanas têm tão pouco peso que são consideradas desperdiçadas. Desde a década de 1990, o problema da subnutrição na África do Sul tem permanecido bastante estável. Mas à medida que a desnutrição em termos de fome melhora, o número de obesidade aumenta e isso se torna um problema.
A prevalência da subnutrição na África do Sul varia entre diferentes áreas geográficas e grupos socioeconómicos. Muitas crianças na África sofrem de desnutrição porque suas mães não as amamentam. A razão pela qual as mães na África do Sul evitam amamentar é para evitar a transmissão da AIDS aos seus filhos. O estudo do Departamento de Saúde da África do Sul de 2010 descobriu que 30,2% das mulheres grávidas na África do Sul têm AIDS. Em vez disso, as mães dão substitutos do leite aos seus filhos e o fazem em ambientes impuros. Às vezes, eles vão diretamente para a alimentação de crianças que não são adaptadas. Essas coisas causam muitos casos de desnutrição em crianças menores de cinco anos.

## Subnutrição
A África do Sul tem 63,5% da população enfrentando subnutrição. Em 2015, a África do Sul atingiu uma das metas do Objetivo de Desenvolvimento do Milênio 1, que era reduzir pela metade o número de pessoas em situação de subnutrição entre 1990 e 2015.

## Saúde mental
Num estudo realizado pelo Programa de Investigação sobre Saúde Mental e Pobreza, verificou-se que aproximadamente 16,5% da população adulta na África do Sul sofre de doença mental, com 1% a sofrer de uma doença mental grave e debilitante. 30% dos sul-africanos provavelmente sofrerão de uma doença mental durante a vida, sendo a depressão a doença mais comum. Um estudo recente descobriu que 44,1% e 40,2% dos jovens (com idades entre 14 e 24 anos) sofreram de depressão e ansiedade, respectivamente. Além disso, 1 em cada 4 jovens relatou pensamentos suicidas atuais.
A Bloomberg classificou a África do Sul como o segundo país "mais estressado" do mundo, em grande parte devido à ética de trabalho dos sul-africanos. 53% da força de trabalho sul-africana não tira férias anuais.
Outro grande contribuinte para a alta frequência de transtornos mentais é a violência. Da população adulta de 16 a 64 anos, descobriu-se que 23% foram expostos a um evento traumático de violência no ano passado. Esses eventos traumáticos incluem atos como lutar em uma guerra, ser torturado ou participar de violência. Entre esta população, foi determinado que a doença mental, incluindo sintomas de transtorno de estresse pós-traumático (TEPT), era 8,5 vezes mais prevalente do que na população em geral.
Outro fator que contribui para a doença mental na África do Sul é o abuso de substâncias. Muitas províncias são usadas como rotas de tráfico de drogas e, como o governo sul-africano não dispõe dos recursos necessários para controlar este problema, muitas destas drogas ilícitas chegam às populações locais como droga. Verificou-se que 52% das crianças de rua fumam a planta Cannabis e 22% fumam diariamente. As campanhas de conscientização são limitadas e, consequentemente, muitos não compreendem os danos à saúde que o uso excessivo de substâncias pode provocar.
Doenças como malária, febre tifoide e HIV contribuem significativamente para a prevalência de doenças mentais. Algumas dessas doenças, como a malária cerebral, podem ter um efeito fisiológico direto na funcionalidade mental do paciente. No entanto, ainda mais pungente é a capacidade da doença de desferir um golpe radiante na psique emocional do paciente. Por exemplo, a prevalência de doenças mentais entre aqueles que sofrem de HIV é de 43,7%, em comparação com os 16,5% observados na população em geral.

## Cuidados de saúde materno-infantis

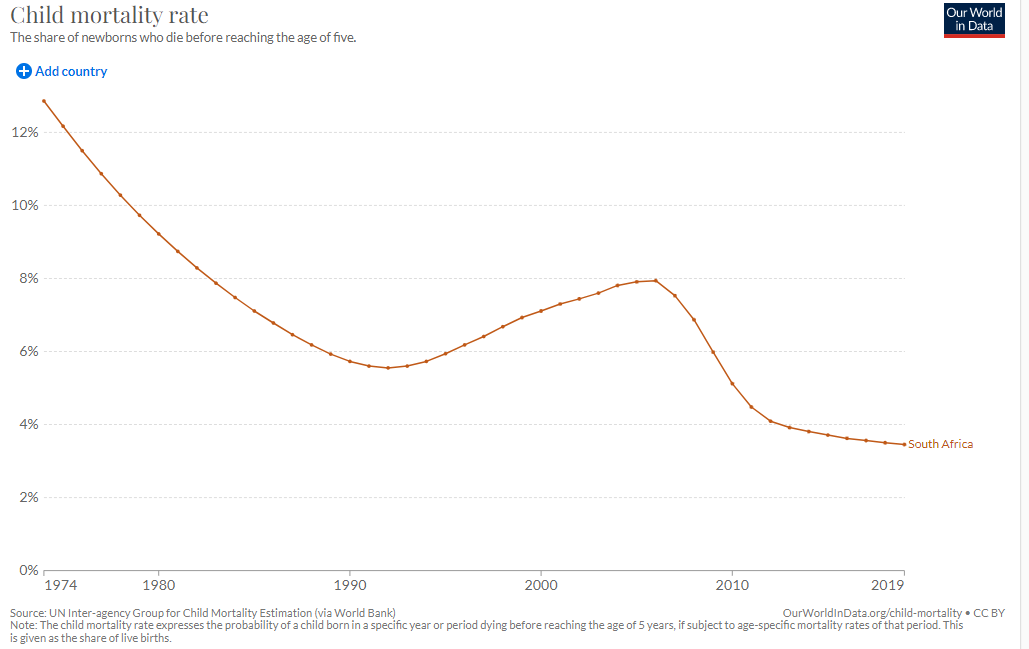
Evolução da mortalidade infantil na África do Sul desde 1960

A taxa de mortalidade materna por 100.000 nascimentos na África do Sul em 2010 é de 410. Isso é comparado com 236,8 em 2008 e 120,7 em 1990. A taxa de mortalidade de crianças menores de 5 anos, por 1.000 nascimentos, é de 65, e a mortalidade neonatal como porcentagem da mortalidade de crianças menores de 5 anos é de 30. Na África do Sul, o número de parteiras por 1.000 nados-vivos não está disponível e o risco de morte ao longo da vida para mulheres grávidas é de 1 em 100.

## Efeitos das mudanças climáticas
Há evidências de que as mudanças climáticas terão impactos negativos na saúde pública na África do Sul, especialmente devido à alta proporção de pessoas vulneráveis. Já existe uma alta carga de doenças na África do Sul ligada a estressores ambientais e as mudanças climáticas irão exacerbar muitos desses problemas sociais e ambientais. Prevê-se que as mudanças climáticas ameacem a saúde pública por meio do aumento do estresse por calor, aumento de doenças transmitidas por vetores e doenças infecciosas, agravamento de eventos climáticos extremos, declínio na segurança alimentar e aumento do estresse na saúde mental. Uma pesquisa de 2019 sobre literatura sobre adaptação e saúde pública descobriu que "o volume e a qualidade da pesquisa são decepcionantes e desproporcionais à ameaça representada pelas mudanças climáticas na África do Sul".